# Raven Baxter
Pour les articles homonymes, voir Raven.
Raven Baxter est un personnage fictif de la série télévisée Phénomène Raven. Elle est capable de voir le futur grâce à des visions. Le personnage de Raven Baxter a fait une brève apparition dans les séries Disney La Vie de palace de Zack et Cody et dans Cory est dans la place. 

## Biographie fictive
Raven Lydia Baxter est née et a grandi à San Francisco, en Californie. Elle habite encore dans la même ville avec son père Victor, sa mère Tania et son petit frère Cory Baxter (vedette de la série dérivée de Phénomène Raven, intitulé Cory est dans la place). Raven possède un don de voyance lui permettant de voir le futur. D'une manière générale, Raven se met dans des situations délicates en tâchant d'influer sur l'avenir en fonction de ce qu'elle en sait. Ses meilleurs amis, Eddie et Chelsea, et sa famille sont les seuls au courant de ce secret. Dans un épisode, on apprend qu'elle a une cousine nommé Andrea. Elle a 14-15 ans dans la saison 1, 15-16 ans dans la saison 2, 16-17 ans dans la saison 3, et enfin 17-18 ans dans la saison 4. 

### Caractère
Raven est considéré comme une fille maladroite, nerveuse, très branchée et parfois jalouse. Elle a une attitude insolente, une grande personnalité, et est bien connue pour son style. Elle aime aussi la mode, et conçoit ses propres vêtements. Elle a des amis et une famille aimante, et elle va à l'école publique. Son idole est la fictive Donna Carbona. 